# باغ (شیروان)
باغ، روستایی از توابع بخش قوشخانه شهرستان شیروان در استان خراسان شمالی ایران است. مردم روستای باغ به زبان ترکی خراسانی تکلم می‌کنند.

## جمعیت
این روستا در دهستان قوشخانه بالا قرار دارد و براساس سرشماری مرکز آمار ایران در سال ۱۳۸۵، جمعیت آن ۴۹۲ نفر (۱۰۹ خانوار) بوده‌است.